# Archibald Warden
Archibald Adam Warden (11 de mayo de 1869 - 7 de octubre de 1943) fue un jugador de tenis británico que compitió en los Juegos Olímpicos de París 1900. 
En 1900 ganó una medalla de bronce en el evento de dobles mixtos con Hedwiga Rosenbaumova de Bohemia.